# Ла-Крус (кантон)
Ла-Крус (исп. La Cruz) — кантон в провинции Гуанакасте Коста-Рики.

## География
Находится на севере провинции. На востоке граничит с провинцией Алахуэла, на севере с Никарагуа, на западе находится побережье Тихого океана (заливы Папагайо — на юге, Санта-Элена и Баия-де-Салинас — на западе. Административный центр — Ла-Крус.

## Округа
Кантон разделён на 4 округа:
1. Ла-Крус
2. Санта-Сесилия
3. Ла-Гарита
4. Санта-Элена